# Чижевський Михайло Григорович
Чижевський Михайло Григорович (12 січня 1896 — 28 вересня 1964) — вчений у галузі сільського господарства, доктор сільськогосподарських наук (1950), член-кореспондент АН БРСР (1940), професор (1934).

## Біографія
М. Г. Чижевський народився в селі Добруш Могилівської губернії. Отримавши початкову освіту, у 1910 році він почав працювати на Добруській паперовій фабриці. У 1915 році його призвали в армію, потім служив в Червоній армії. Після звільнення зі служби він склав іспити за курс середньої школи та працював учителем початкових класів. У 1919 р. його відправили до Тимірязівської сільськогосподарської академії у Москві фабричним комітетом Добруській паперовій фабриці, який він закінчив у 1923 році. Він був залишений стажистом у галузі дослідження академії, потім був зарахований як аналітик у лабораторію ґрунтознавства при кафедрі академіка В. Р. Вільямса. У 1929 р. його затвердили доцентом цієї кафедри, у 1933 р. — професор. У той же час, з 1933 р. М. Чижевський обіймав посаду завідувача кафедри загального землеробства та ґрунтознавства Свердловського комуністичного університету та працював у Всесоюзному інституті сільськогосподарського машинобудування. У 1937 р. він брав участь у створенні Грунтово-агрономічної станції імені В. Вільямса, якою він згодом керував. У 1940 році обраний членом-кореспондентом АН БССР, у 1950 р. Захистив докторську дисертацію.

## Деякі з робіт
- Спільно з Квасніковим В. В., Клечетовим А. Н., Вербіним Я. Я. «Землеробство. Підручник для агрономічних факультетів сільськогосподарських інститутів» — М.: Держсільгоспвидав СРСР, 1959.